# Елмштајн
Елмштајн (њем. Elmstein) општина је у њемачкој савезној држави Рајна-Палатинат. Једно је од 48 општинских средишта округа Бад Диркхајм. Према процјени из 2010. у општини је живјело 2.646 становника. Посједује регионалну шифру (AGS) 7332014.

## Географски и демографски подаци
Елмштајн се налази у савезној држави Рајна-Палатинат у округу Бад Диркхајм. Општина се налази на надморској висини од 225 метара. Површина општине износи 75,7 km². У самом мјесту је, према процјени из 2010. године, живјело 2.646 становника. Просјечна густина становништва износи 35 становника/km².